# Fuat Necati Öncel
Fuat Necati Öncel (Şanlıurfa, 1º maggio 1940) è un avvocato e politico turco.

## Biografia
Suo padre, Hacıisazade Halil Agha, era un leader feudale e un eroe della resistenza di Urfa contro l'invasione francese nel 1920.
Si è laureato dell'Università di Istanbul nel 1969. Ha iniziato la sua carriera politica e giuridica a Viranşehir, Şanlıurfa. Dopo aver lavorato a diversi livelli di organizzazione del Partito Popolare Repubblicano (CHP) a Şanlıurfa, ha contribuito a creare il Partito Socialdemocratico in Turchia nel 1983, di cui è stato il presidente locale a Şanlıurfa. È stato anche uno dei fondatori del Partito Popolare Socialdemocratico (SHP), che si è formato dall'unione del Partito Socialdemocratico e del Partito Popolare, e ha servito nel Comitato Centrale di Disciplina del nuovo partito. Si è opposto all'espulsione di alcuni membri del partito, e si è dimesso dal suo posto alla commissione di disciplina, ma ha continuato a servire il partito. Ha anche fatto una notevole contribuzione all'unione del Partito Socialdemocratico Popolare (SHP) e il Partito Popolare Repubblicano. Nel 2001, si è dimesso da tutti i suoi incarichi del Partito Popolare Repubblicano a causa di suo disaccordo con il partito.
È sposato con un'avvocata, Melihat Öncel, nipote di Gazanfer Bilge, campione olimpico dei Giochi della XIV Olimpiade e un uomo d'affari famoso in Turchia. Hanno due figlie e un figlio.